# Communauté de communes du Bocage valognais
Die Communauté de communes du Bocage valognais ist ein ehemaliger französischer Gemeindeverband (Communauté de communes) im Département Manche in der damaligen Region Basse-Normandie. Er wurde am 29. Dezember 2000 gegründet und ist am 1. Januar 2014 durch den Zusammenschluss mit der Communauté de communes du canton de Bricquebec-en-Cotentin in die neu geschaffenen Communauté de communes du Cœur du Cotentin überführt worden.